# Ali Iqtidar Shah Dara
Ali Iqtidar Shah Dara  (1. travnja 1915. — 16. siječnja 1981.) bivši je indijski i pakistanski hokejaš na travi. 
Osvojio je zlatno odličje na hokejaškom turniru Olimpijskih igara 1936. u Berlinu igrajući za Britansku Indiju. Odigrao je dva susreta na mjestu napadača.
12 godina poslije sudjelovao je na hokejaškom turniru Olimpijskih igara 1948. u Londonu igrajući za Pakistan. Odigrao je svih 7 susreta igrajući na mjestu napadača. Pakistan je završio na 4. mjestu nakon što su odigrali susret za broncu protiv Nizozemske.

## Vanjske poveznice
- Profil na Database Olympics